# Tullio Grassi
Tullio Grassi (ur. 5 lutego 1910, zm. 8 listopada 1985) – szwajcarski piłkarz grający na pozycji napastnika. W reprezentacji Szwajcarii rozegrał 7 meczów i strzelił 2 gole.

## Kariera klubowa
W swojej karierze piłkarskiej Grassi grał w takich klubach jak: FC Chiasso, Grasshoppers Zurych i FC Lugano.

## Kariera reprezentacyjna
W reprezentacji Szwajcarii Grassi zadebiutował 6 października 1929 roku w przegranym 0:5 meczu Pucharu im. Dr. Gerö z Czechosłowacją, rozegranym w Pradze. W 1938 roku został powołany do kadry na mistrzostwa świata we Francji. Na nich rozegrał jeden mecz, ćwierćfinałowy z Węgrami (0:2). Od 1929 do 1938 roku rozegrał w kadrze narodowej 7 meczów i strzeliił 2 gole.